# Petronia (Frau des Vitellius)

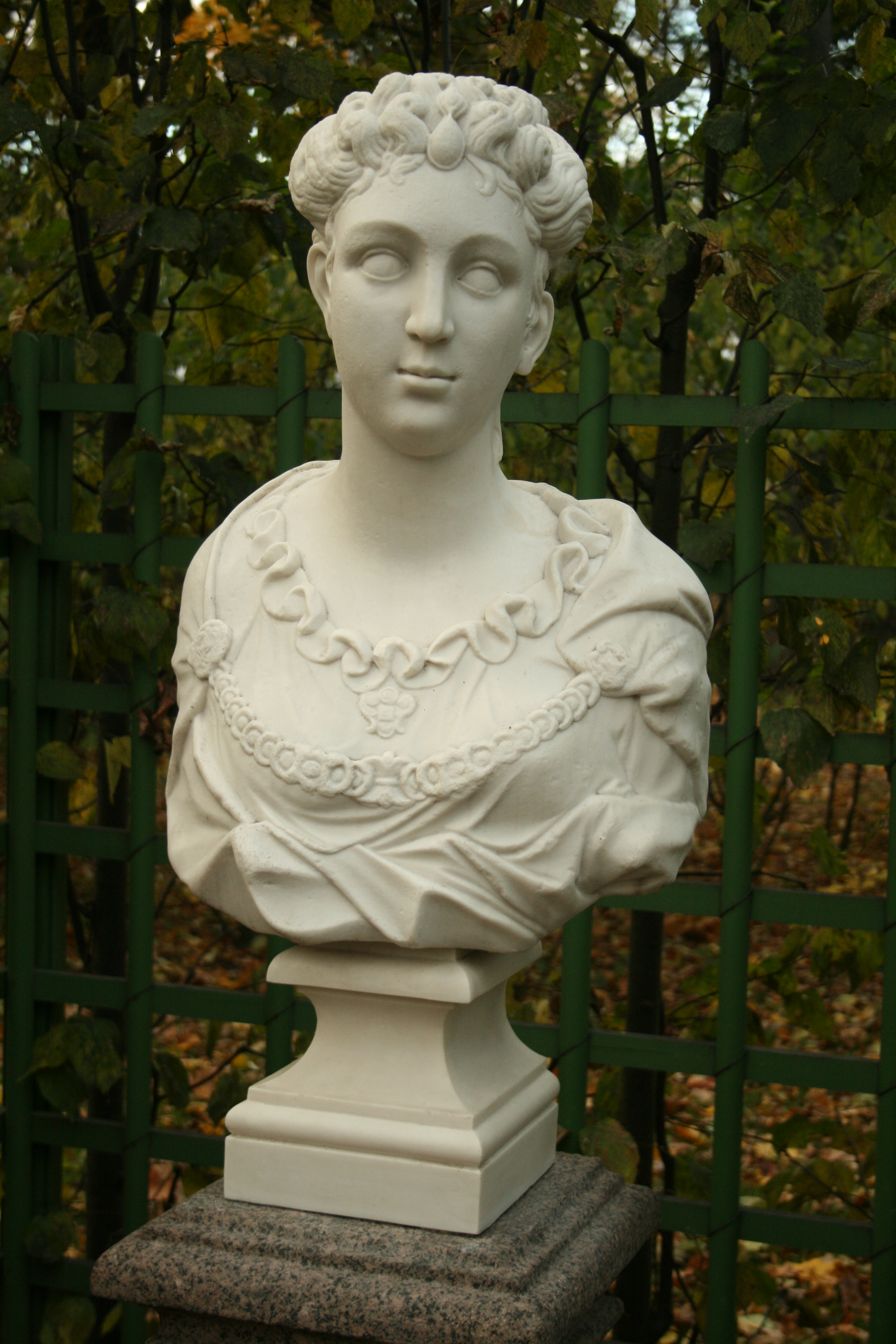
Büste von Petronia (St. Petersburg, Rossi-Allee)

Petronia war eine Angehörige des römischen Senatorenstandes im 1. Jahrhundert und die erste Frau des späteren Kaisers Vitellius.
Sehr wahrscheinlich war Petronia eine Tochter des Auguren und Suffektkonsuls 19 n. Chr. Publius Petronius, der ihrem Schwiegervater Lucius Vitellius im Jahr 39 als Legat (Statthalter) Syriens nachfolgte, und wohl auch Schwester des Titus Petronius, genannt „Arbiter“, des zeitweiligen Vertrauten Neros und Autors des Satyricons.
In erster Ehe war Petronia mit dem späteren Kaiser Aulus Vitellius verheiratet. Aus dieser Ehe stammte ein Sohn, Vitellius Petronianus, der auf einem Auge blind war. Die (wie ihr Bruder) nicht unvermögende Petronia setzte ihn unter der Bedingung zum Erben ein, dass er aus der väterlichen Gewalt entlassen würde. Daher erklärte Vitellius ihn für mündig, „ließ ihn aber, wie angenommen wird, kurze Zeit darauf umbringen und behauptete dann noch, dieser habe ihm nach dem Leben getrachtet und das für dieses Verbrechen vorbereitete Gift aus Gewissensbissen selbst getrunken.“
Dass sich Petronia bereits nach kurzer Zeit von dem Alkoholiker mit dem auffällig roten Gesicht getrennt hatte, konnte Vitellius nie verwinden. Noch Ende April 69 ließ Vitellius ihren zweiten Gatten Gnaeus Cornelius Dolabella heimlich ermorden. Aus dieser zweiten Ehe mit Dolabella, einem Verwandten des späteren Kaisers Galba, stammt der Sohn Servius Cornelius Dolabella Petronianus, Konsul des Jahres 86.